# Олдершот
О́лдершот (англ. Aldershot) — город в британском районе Рашмур, графство Гэмпшир, регион Юго-Восточная Англия.
Население — 33 840 человека;
в городе и его агломерации живёт 243 344 человека, что делает его тридцатой по населённости городской территорией Великобритании.

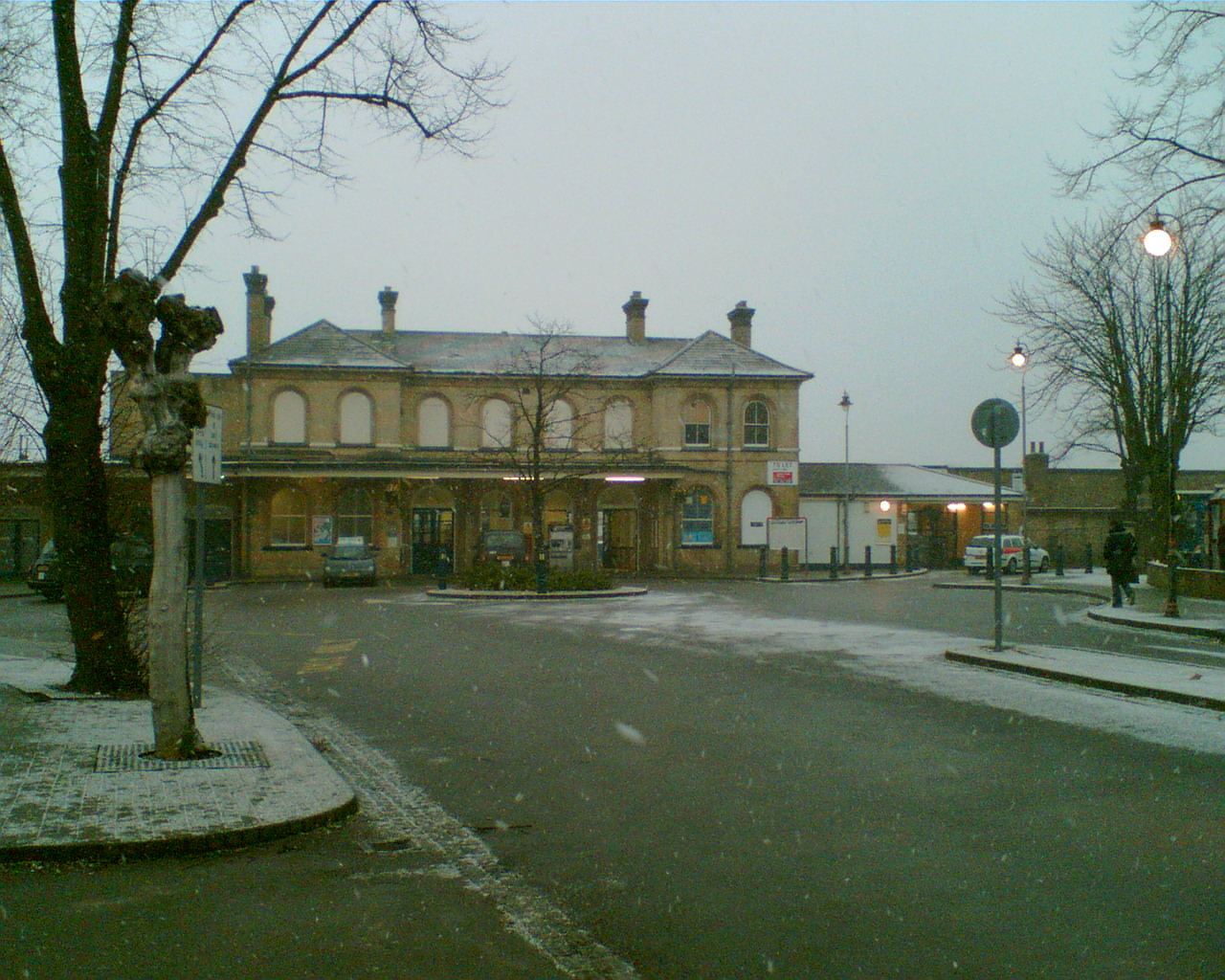
Городской вокзал в снегу

Олдершот известен как «Дом британской армии»; связь с армией позволила ему быстро вырасти из маленькой деревушки в город в викторианскую эпоху.
Военные казармы Bruneval Barracks в Олдершоте были снова открыты фельдмаршалом Монтгомери в 1965 году, хотя были построены в 1850 году; они были первой постоянной тренировочной военной базой в Великобритании и Олдершот быстро и вполне заслуженно стал крупнейшей армейской базой Великобритании.
22 февраля 1972 года город пережил теракт, совершённый Ирландской республиканской армией: из-за взрыва машины погибло 7 гражданских лиц, включая католического священника; позже взрыв был объявлен ИРА местью за Кровавое воскресенье в Дерри.
В городе расположена обсерватория, военный городок.

## Знаменитые уроженцы
- Герман Глауерт — учёный-механик.
- Джеймс Уэйд — английский дартсмен.
- Мартин Фримен — английский актёр.